# La città volante
La città volante è un romanzo dello scrittore italiano Roberto Pazzi pubblicato nel 1999.
L'opera è arrivata in finale al Premio Strega nello stesso anno.

## Trama
Una città dell'Italia nordorientale (che tutti gli indizi riconducono a Ferrara) per uno strano fenomeno fisico (il progressivo e inusitato rigonfiamento della pavimentazione stradale e degli edifici) si solleva dalla crosta terrestre e si mette a levitare tra le nuvole, portando con sé tutti i suoi abitanti, che risentono in vario modo della stranezza della loro situazione: il sindaco Werther Orsucci manifesta tendenze dittatoriali, i bambini si ritrovano con un paio d'ali sulla schiena e spiccano il volo, un'epidemia chiamata peste celeste si diffonde tra la popolazione.
Al sindaco, coadiuvato dalla fida segretaria Adriana, vengono concessi poteri speciali; intanto la vedova Bellinazzi, antica speculatrice edilizia, inventa nuovi sistemi per far soldi e la coppia di parrucchieri Dino e Anna, a cui la sorte ha negato una discendenza, si rammaricano per la scomparsa dei ragazzi a cui passavano con piacere le mani nei capelli.
La visita di tre arcangeli a Orsucci, ora promosso governatore, gli fa capire come la fine sia vicina. Ciononostante, egli intende ostacolare il progetto dell'anziano generale Enea Costabili, che intende decollare con un aereo ed evacuare la popolazione con una serie di viaggi. Ma quando legge, nell'elenco dei passeggeri di Costabili, anche il nome di Enrico Zanirati, il vicesindaco morto suicida alcuni giorni prima, capisce che l'atto del generale è puramente simbolico, così gli dà il suo benestare. Costabili parte quindi dalla città col suo velivolo carico di ombre.

## Edizioni
- Roberto Pazzi, La città volante, Romanzi e racconti, Milano, Baldini & Castoldi, 1999,  pp. 249, ISBN 8880894285.
- Roberto Pazzi, La città volante, L'isola bianca, Ferrara, Corbo, 2010,  pp. 262, ISBN 9788882691240.